# هنري إل. بنينج
هنري إل. بنينج (بالإنجليزية: Henry L. Benning)‏ هو محامي وقاضي أمريكي، ولد في 2 أبريل 1814 في مقاطعة كولومبيا في الولايات المتحدة، وتوفي في 10 يوليو 1875 في كولومبوس في الولايات المتحدة بسبب سكتة.